# Коанда, Сулейман
Сулейман Коанда (фр. Souleymane Koanda; род. 21 сентября 1992, Уагадугу) — буркинийский футболист, защитник клуба «Салитас». Выступал в сборной Буркина-Фасо.

## Клубная карьера
Сулейман начал карьеру в клубе «Фасо-Йенненга», затем выступал за «Этуаль Филант».
Летом 2016 подписал контракт с «АСЕК Мимозас» из Кот-д’Ивуара, за который сыграл в шести матчах группового этапа кубка Конфедерации КАФ 2018, а также в двух встречах Лиги чемпионов КАФ 2018/2019.
С декабря 2019 года выступает за команду Слуцк.

## Карьера в сборной
9 октября 2015 года защитник дебютировал в составе сборной Буркина-Фасо в матче со сборной Нигерии.
6 января 2017 года Сулейман был включён в окончательную заявку для участия в Кубке африканских наций 2017. На турнире в Габоне Коанда не принял участие ни в одной из игр своей сборной, которая заняла третье место.

## Достижения
АСЕК Мимозас
- Чемпион Кот-д’Ивуара (2): 2016/17, 2017/18